# Jelec (miasto)
Jelec (ros. Елец) – miasto w środkowej Rosji, w obwodzie lipieckim, nad Sosną (dopływ Donu).
Przez miasto prowadzi linia kolejowa Orzeł – Lipieck. Około 102 tys. mieszkańców (2020).
Miasto jest stolicą prawosławnej eparchii jeleckiej, znajduje się w nim zabytkowy dziewiętnastowieczny sobór Wniebowstąpienia Pańskiego, zaliczany do najważniejszych dzieł Konstantina Thona. W mieście rozwinął się przemysł maszynowy, spożywczy, skórzany, odzieżowy oraz materiałów budowlanych.
Urodził się tu Leon Trojanowski (ur. 30 września 1896, zm. 26 stycznia 1934 w Warszawie) – major kawalerii Wojska Polskiego, kawaler Orderu Virtuti Militari.

## Edukacja
W mieście znajduje się Jelecki Uniwersytet Państwowy im. I.A. Bunina.